# Dzawí-minanei
Dzawí-minanei (Dzawi-Mnanei, Dzauinai) /=jaguarov narod,/ lokalna skupina Indijanaca Karútana s rijeke Içana iz brazilske države Amazonas. Govore dijalektom dzawi ili dzaui. Jedno od njihovih sela je Juivitera u sastavu OIBI-a (indijanska organizacija bazena Içane, utemeljenom 1992., u čijem je sastavu 16 sela Baníwa do Içana.